# Hedvábná stezka

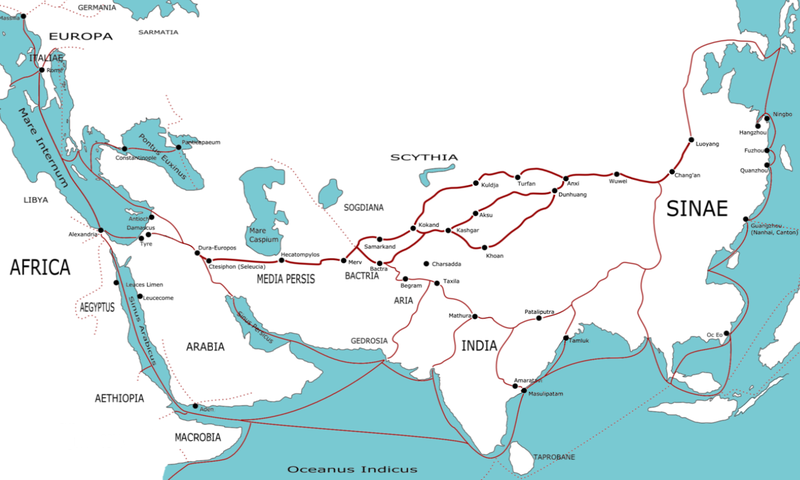
Dálkové obchodní cesty v Asii. Hedvábná stezka vyznačena tučně

Hedvábná stezka či Hedvábná cesta (čínsky v českém přepisu S'-čchou-č'-lu, pchin-jinem Sīchóu zhī Lù, znaky 丝绸之路, anglicky Silk Road, německy Seidenstraße) je starověká a středověká trasa vedoucí z východní Asie přes střední Asii do Středomoří. Ve své hlavní větvi spojující čínské město Čchang-an (Si-an) s Malou Asií a Středozemním mořem. Celková délka této obchodní cesty po souši a po moři činí asi 8 000 km.
Obchod po hedvábné stezce byl důležitým faktorem při rozvoji velkých starověkých civilizací v Číně, Mezopotámii, Persii, Indii a Římské říši a pomohl položit základy moderního světa.
Prvním, kdo použil název Hedvábná stezka byl německý zeměpisec baron Ferdinand von Richthofen roku 1877.
V roce 2014 byla na seznam světového kulturního dědictví UNESCO zařazena položka „Hedvábná stezka: síť cest v koridoru Čchang-an – Ťan-šan“, která zahrnuje řadu lokalit, budov, archeologických nalezišť na území centrální a západní Číny, Kazachstánu a Kyrgyzstánu. Od roku 2023 je další památkou UNESCO s názvem „Hedvábná stezka: koridor Zeravšan-Karakum“ série lokalit Hedvábné stezky v Tádžikistánu, Turkmenistánu a Uzbekistánu.

## Historie
Ještě v období před naším letopočtem existovaly kontakty mezi Evropou a Čínou. Byly to kontakty obchodní a diplomatické a i jejich zásluhou se obě rozdílné kultury začaly postupně poznávat. Velká vzdálenost však způsobovala, že se vzájemné styky musely uskutečňovat pomocí prostředníků a každá odpověď trvala velice dlouho. V době Římské říše však byli překážkou obchodního styku výbojní Parthové. Až římský císař Augustus dokázal na čas s Parthy sjednat mír a cesty na východ se staly bezpečnými.
Důsledkem bylo, že se do Říma dovážela spousta hedvábí. Římané milovali tyto jemné tkaniny a náležitě za ně platili. To však mělo za následek, že vznikal veliký obchodní deficit, jehož hlavní příčinou bylo právě hedvábí. Římští císaři následně omezovali tyto obchody, protože ekonomicky Římskou říši (hlavně její západní část) devastovaly. Římané však používali hedvábí také jako součást luxusních darů pro náčelníky Germánů i jiných barbarských kmenů, jejichž loajalitu si potřebovali zajistit. Naopak Parthové a později sasánovští Peršané bohatli především na clech, která na svých hranicích od obchodníků s hedvábím vybírali.
Po zániku Říma nastal nový rozvoj těchto cest za dynastie Tchang (618–907), když vzala Persii kontrolu nad těmito cestami. Li Šimin (Tchaj-cung) tedy má k dispozici kontrolu nad velkou částí střední Asie. Ve 13. století ovládali stezku Mongolové; i přes pověsti o jejich dobyvačnosti a agresivitě se k Evropanům putujícím touto stezkou chovali přívětivě, pravděpodobně za to mohlo množství zlata, které tudy proudilo.
Mongolsko však postupně oslabovalo a roku 1368 získala znovu kontrolu nad cestou Čína. V té době však intenzita obchodů prudce klesla a nedosáhla už stavu z dob dynastie Tchang. S rozvojem zámořského putování hedvábné cesty ztrácely postupně na významu. V roce 1514 Portugalci založili první zámořský hedvábný spoj, který později převzali Španělé.

### Nová hedvábná stezka
V září 2013 oznámil čínský prezident Si Ťin-pching záměr vybudování Nové hedvábné stezky. Od té doby jsou pro dopravu vhodného zboží v kontejnerech využívány již existující železniční trati, hlavně v Číně samotné, dále Transsibiřská magistrála a tratě přes evropské Rusko, Bělorusko, Ukrajinu a Polsko do Německa. Zde je Duisburg důležitým překladištěm u splavné řeky Rýn.
Také Indie a Írán mají být na Novou hedvábnou stezku napojeny. Dne 15. února 2016 přijel první vlak z východní čínské provincie Če-ťiang do Teheránu. V lednu 2017 byl vypraven první vlak až do Londýna, který celou trasu s délkou 12 000 km ujel za plánovaných 18 dní. Zboží muselo být ovšem několikrát překládáno, neboť kvůli rozdílným rozchodům kolejí musí být na hranicích např. mezi Ukrajinou a Polskem měněny lokomotivy i vagóny.
Existují také snahy o napojení Rakouska přes Slovensko na čínský projekt tím, že by byla vybudována nová asi 450 km dlouhá širokorozchodná trať z Košic (kam již taková trať vede z Užhorodu) přes Bratislavu do Vídně. O tento projekt mají Rakouské spolkové dráhy velký zájem, zatím mu však brání válka na východní Ukrajině.